# ماريك غانتسارتسيك
ماريك غانتسارتسيك (بالبولندية: Marek Gancarczyk)‏ هو لاعب كرة قدم بولندي في مركز الوسط، ولد في 19 فبراير 1983 في Gmina Grodków ‏ في بولندا. لعب مع شلوسك فروتسلاو ونادي ال كي اس ودز.

## وصلات خارجية
- ماريك غانتسارتسيك على موقع قاعدة بيانات كرة القدم.إي يو (الإنجليزية)
- ماريك غانتسارتسيك على موقع Soccerway.com (الإنجليزية)